# Myllaena elongata
Myllaena elongata är en skalbaggsart som först beskrevs av Matthews 1838.  Myllaena elongata ingår i släktet Myllaena, och familjen kortvingar. Arten har ej påträffats i Sverige.